# Хинастера, Альберто
Альбе́рто Эвари́сто Хинасте́ра (исп. Alberto Evaristo Ginastera; 11 апреля 1916, Буэнос-Айрес — 25 июня 1983, Женева) — аргентинский композитор.

## Биография
Родился в Буэнос-Айресе у отца-каталонца и матери-итальянки. В последние годы жизни, подчёркивая свои корни, настаивал на каталанском произношении своей фамилии — «Жинастера».
Окончил консерваторию в Буэнос-Айресе, где учился у Карлоса Лопеса Бучардо; в 1940-е годы занимался в США у Аарона Копленда. Из-за постоянных конфликтов с аргентинским правительством с 1971 г. жил в Женеве вместе с женой, виолончелисткой Авророй Натола-Хинастера. 
В качестве музыкального педагога Хинастера основал Консерваторию Ла-Плата (1948), где работал до 1958 года; у Хинастеры, в частности, учились Астор Пьяццола, Херардо Гандини и Вальдо де лос Риос.
Начал сочинять музыку около 1930 года, но первые сочинения уничтожил; первым номером в авторской нумерации произведений стоит балет «Панамби» (1937), обычно исполняющийся в качестве оркестровой сюиты. В ранних произведениях интенсивно использовал народные мелодии, что во многом и принесло ему славу и популярность на родине. Однако затем музыка Хинастеры стала носить более сложный и экспериментальный характер, а темы его произведений стали более острыми. 
Поэтому начиная с 1960-х годов успех сочинений Хинастеры был связан скорее с североамериканскими и европейскими исполнениями: так, первая опера Хинастеры «Дон Родриго» по либретто Алехандро Касоны была холодно встречена на премьере в Буэнос-Айресе (1964), но вызвала сенсацию в нью-йоркской постановке 1966 года, став для исполнителя главной партии Пласидо Доминго одной из первых ступеней к мировой славе. Вторая опера Хинастеры «Бомарцо» (1967) по одноименному историческому роману Мануэля Мухики Лайнеса и вовсе была запрещена в Аргентине как непристойная, её премьера с успехом состоялась в Вашингтоне. Там же прошла премьера его третьей оперы «Беатриче Ченчи» по либретто Альберто Хирри  (1971).
Умер в 1983 году на 68-м году жизни. Похоронен на женевском кладбище Королей (фото могилы).

## В популярной музыке
Известность Хинастеры за пределами круга поклонников академической музыки связана, прежде всего, с аранжировками группы «Эмерсон, Лейк и Палмер», начиная с «Токкаты» (финала первого фортепианного концерта Хинастеры), вошедшей в альбом «Brain Salad Surgery» (1973). Кит Эмерсон приезжал в Женеву, чтобы познакомить композитора с аранжировкой, и Хинастера воскликнул по-испански: «Дьявольщина!» — так что обескураженный Эмерсон был уже готов отказаться от своей работы, пока жена Хинастеры не вмешалась и не объяснила по-английски, что композитор имел в виду, напротив, высокую оценку его работы, поскольку и хотел своей музыкой вызвать именно такой устрашающий эффект. В дальнейшем Эмерсон работал и с другими произведениями Хинастеры.

## Постановки
- 1950 — «Шахматы», балетмейстер Татьяна Гзовская, театр Колон (Буэнос-Айрес)